# 勃氏鰻海龍
勃氏鰻海龍（学名：Bulbonaricus brauni），为輻鰭魚綱棘背魚目海龍魚科的其中一種，分布於東印度洋區，從蘇門答臘至澳洲西部及中西太平洋區的帛琉海域，棲息深度1-10公尺，體長可達5.5公分，棲息在珊瑚礁區，卵胎生。